# Westport House
Westport House er georgiansk country house, der ligger i Westport, County Mayo, Irland. Det har været det historiske stamgods for Marquess of Sligo og Brownes. Huset blev tegnet af arkitekt Richard Cassels med senere tilføjelser af Thomas Ivory og James Wyatt.
Titlen Marquess og huset blev skilt i 2014, da Jeremy Browne, 11. Marquess of Sligo døde og efterlod ejendommen til sine fem døtre. Hans titler overgik derefter til hans fætter, Sebastian Ulick Browne, der er ejendomsmægler i Australien.
I 2017 blev huset købt af Hughes-familien, der ejer tøjfirmaet Portwest.